# オーウェン・ブリュスター
ラルフ・オーウェン・ブリュスター（Ralph Owen Brewster, 1888年2月22日 - 1961年12月25日）は、アメリカ合衆国の政治家。

## プロフィール
共和党に所属し、1925年から1929年まで第50代メイン州知事を務め、1935年から1940年までアメリカ合衆国下院議員を、1941年から1952年までアメリカ合衆国上院議員を務めた。
「パンアメリカン航空選出議員」と言われ、パンアメリカン航空との癒着関係の元、第二次世界大戦後にアメリカ発の国際線をパンアメリカン航空に独占させようとする「コミュニティー・エアライン法案」を提出し、トランス・ワールド航空を率いるハワード・ヒューズと対決した。その後パンアメリカン航空との癒着関係を含む汚職の疑惑を受けて議員の辞職を余儀なくされた。

## 関連事項
- アビエイター（レオナルド・ディカプリオ演じる主人公ハワード・ヒューズを追求する敵役で登場）